# Isa
Denna artikel handlar om synen på Jesus i islam, för andra betydelser se: Isa (olika betydelser)

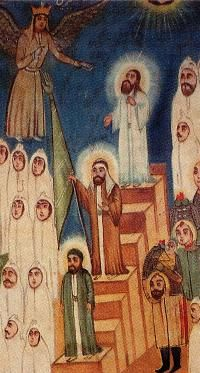
Yttersta domen, iransk målning från 1800-talet. Jesus ('Īsā) högst upp.

'Īsā (arabiska: عيسى, 'Īsā), Jesus, är inom islam Guds (Allahs) budbärare som sänts till "Israels barn" (banī isrā'īl) för att vägleda dem med en ny helig skrift, kallad 'Injīl' (evangelium). Enligt Koranen, vilken muslimerna anser vara Guds slutliga uppenbarelse, föddes Jesus av Maria (arabiska: Maryam) genom jungfrulig befruktning, en mirakulös händelse vilken inträffade genom Guds (arabiska: Allah) påbud. För att hjälpa honom med sitt uppdrag gavs Jesus förmågan att utföra mirakel, allt tack vare Gud. Enligt islams skrifter blev Jesus varken dödad eller korsfäst, utan upptagen levande till himlen. 
Muslimska traditioner berättar att Jesus kommer att återvända till jorden vid domedagen för att återupprätta rättvisan och besegra 'al-Masīḥ ad-Dajjāl' (översatt "den falska Messias", Islams motsvarighet till Antikrist) och islams fiender. Liksom alla profeter inom islam anses Jesus ha varit en muslim, sedan han predikade för folket att anamma den enda vägen i underkastelse till Guds vilja. Islam förkastar starkt att Jesus var Gud eller Guds son och menar att han var en vanlig man som, liksom andra profeter, blivit utvald att sprida Guds bud. Muslimerna menar alltså att Isa sändes till jorden av Gud som profet, men att budskapet förvrängdes efter hans död:
| ”                          | De judiska [trosbekännarna] säger: "Esra, Guds son", medan de kristna säger: "Kristus, Guds son". Detta kommer över deras läppar och då säger de efter vad [andra] förnekare av sanningen har sagt före dem. Guds förbannelse över dem! Hur förvirrade är inte deras begrepp! De har tagit sina rabbiner och klosterbröder till herrar och beskyddare i Guds ställe, och [detsamma har de gjort med] Kristus, Marias son, trots att de har förmanats att inte dyrka någon annan än den Ende Guden - det finns ingen gud utom Han; stor är Han i Sin härlighet, fjärran från allt vad de vill sätta vid Hans sida! | „ |
| – Koranens budskap 9:30-31 | |   |

Islams skrifter förbjuder föreningen av människor jämlika med Gud (shirk) och betonar uppfattningen om en Gud, alltså monoteism (tawhīd). Isa ses inom islam som en speciellt utvald profet och föregångare till Muhammed och anses ha förutsagt den senares ankomst, bland annat i Koranens sextioförsta sura, vers 6:
| ” | Och [minns] Jesus, Marias son, som sade: "Israeliter! Jag är sänd till er av Gud för att bekräfta vad som ännu består av Tora och för att förkunna för er det glada budskapet att ett sändebud skall komma efter mig vars namn skall vara Ahmad." Men när han kom till dem med klara tecken och vittnesbörd, sade de: "Detta är uppenbart vältalighet som bländar och förhäxar!" | „ |